# Taeniopygia bichenovii
Il diamante di Bichenov (Taeniopygia bichenovii Vigors & Horsfield, 1827), conosciuto anche come diamante di Bichenow, diamante di Bicheno o diamante gufo, è un uccello passeriforme della famiglia degli Estrildidi.

## Tassonomia
Storicamente il diamante di Bichenov è stato ritenuto affine al diamante mandarino, seguendone pertanto le vicissitudini tassonomiche: inizialmente classificato nel genere Poephila, esso è stato in seguito riclassificato nel genere Taeniopygia. Alcuni autori, tuttavia, riterebbero maggiormente corretto classificare questa specie in un genere a sé stante, Stizoptera Oberholser, 1899, intermedio fra il clade diamante mandarino-diamante variopinto ed il diamante codarossa.
Se ne riconoscono due sottospecie:
- Taeniopygia bichenovii bichenovii, la sottospecie nominale, diffusa nella porzione orientale dell'areale occupato dalla specie fino all'altopiano di Kimberley;
- Taeniopygia bichenovii annulosa, diffusa dall'altopiano di Kimberley ad ovest fino al Gran Deserto Sabbioso;

Il nome scientifico della specie è stato scelto in onore di James Ebenezer Bicheno, segretario coloniale dell'allora Terra di Van Diemen nonché segretario della Linnean Society of London.

## Distribuzione edhabitat

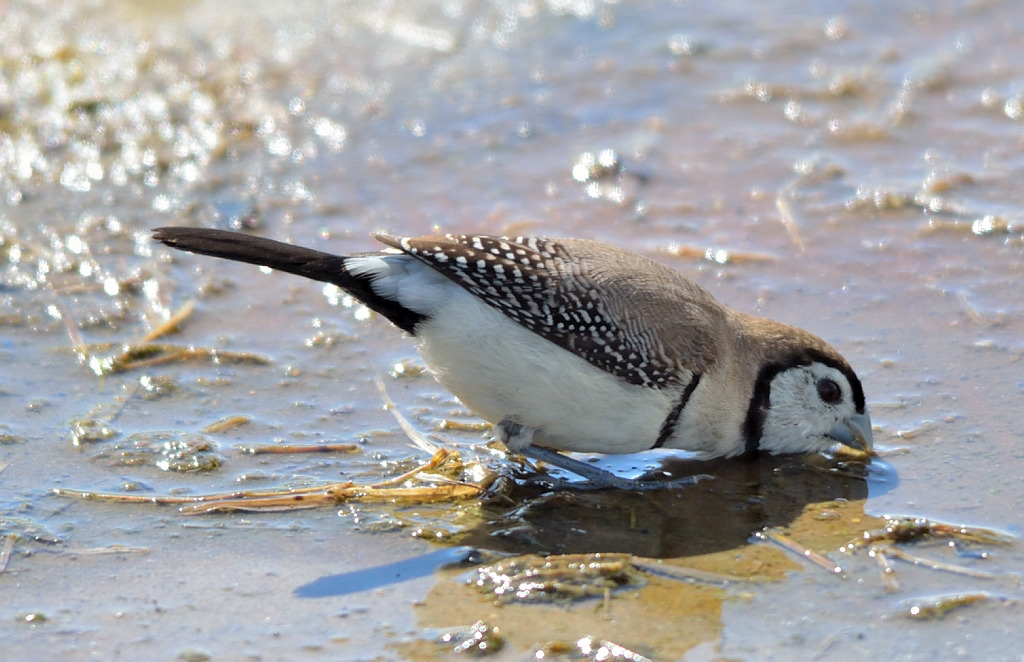
Un diamante di Bichenov si abbevera: l'acqua è un elemento imprescindibile per questi animali.

Questo uccello occupa un areale piuttosto vasto che comprende gran parte della fascia costiera settentrionale ed orientale dell'Australia, dalla porzione settentrionale dell'Australia Occidentale al nord del Nuovo Galles del Sud. L'areale di questa specie si è esteso negli ultimi anni, in quanto gli insediamenti umani hanno portato fonti d'acqua (necessarie per il sostentamento di questi animali) in luoghi che precedentemente ne erano sprovvisti.
Il diamante di Bichenov è un abitatore delle aree di savana e di prateria secca con presenza sparsa di cespugli ed alberi: colonizza tuttavia senza problemi anche le aree cespugliose non troppo fitte.

## Descrizione

### Dimensioni

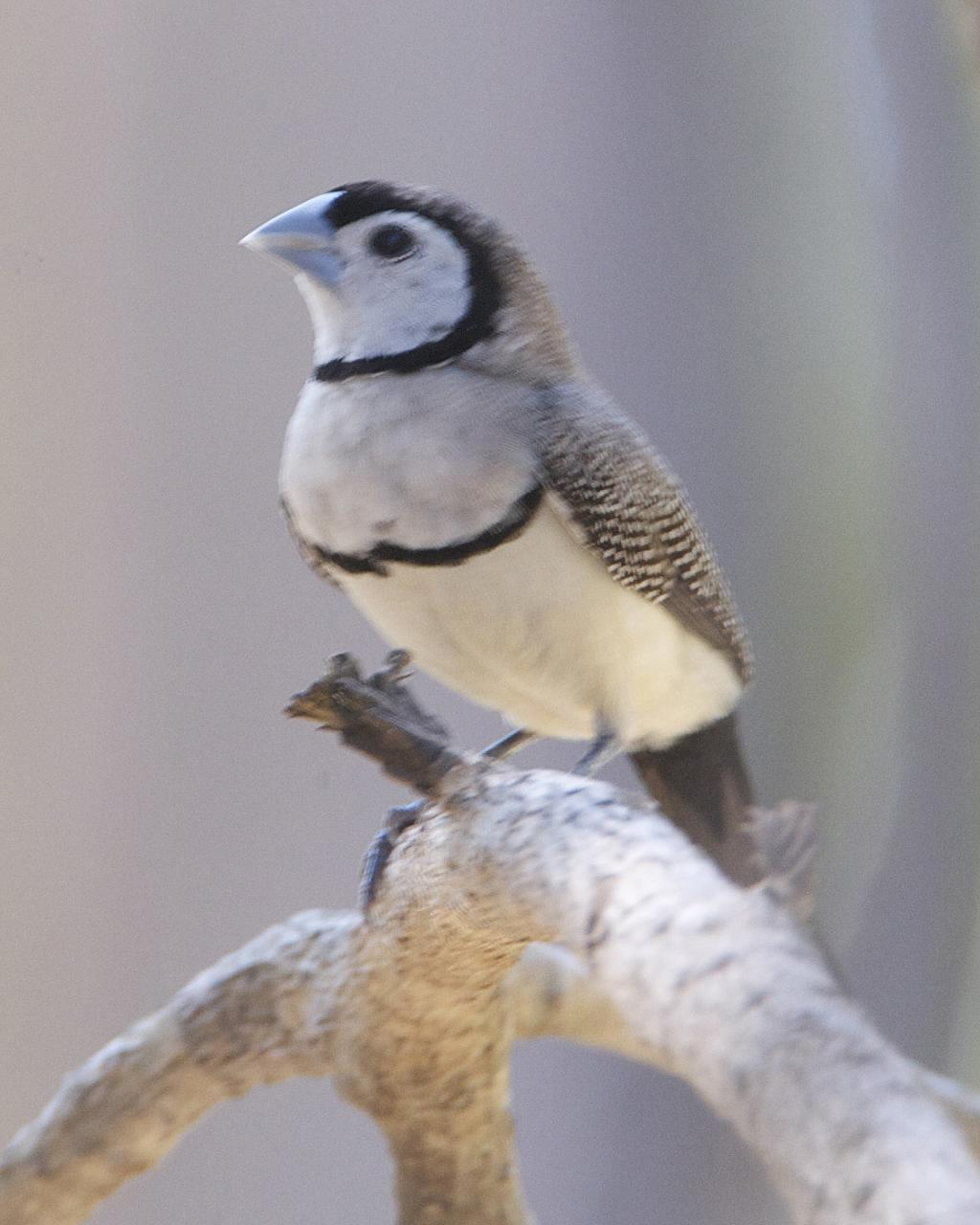
Un maschio di diamante di Bichenov della sottospecie annulosa.

Misura circa 9–11 cm di lunghezza, risultando così uno dei più piccoli estrildidi australiani: a parità d'età, le femmine sono più grosse e robuste rispetto ai maschi.

### Aspetto

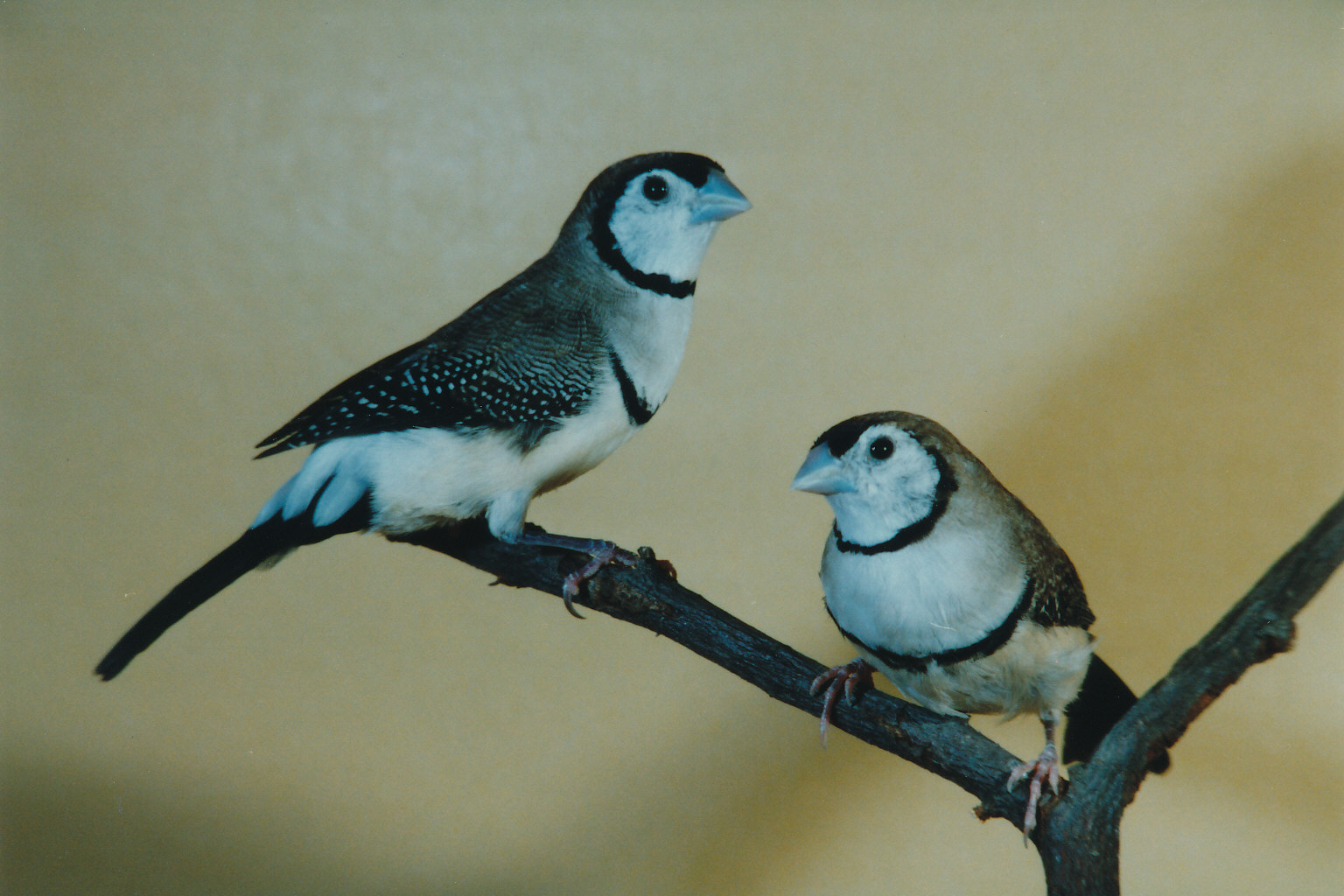
Coppia di diamanti di Bichenov: notare le "sopracciglia" più accentuate nel maschio (a sin.) e la maggiore robustezza della femmina (a dx.)

Il diamante di Bichenov è un uccello di aspetto minuto e tozzo: la parte dorsale del corpo è di colore grigio-brunastro, mentre il ventre è più chiaro e presenta sfumature di color isabella: il petto è bianco-grigiastro e separato dal ventre da una banda orizzontale nera. Anche attorno alla testa è presente una banda circolare nera, che delimita una mascherina bianca dalla quale deriva il nome comune di "diamante gufo", per la somiglianza col disco facciale tipico degli strigiformi: la banda forma due "sopracciglia" nella parte superiore del becco, maggiormente accentuate nel maschio rispetto alla femmina così come in generale tutte le bande nere. Il margine esterno delle ali è nero, finemente macchiettato di bianco: anche la coda è nera, con codione e sottocoda bianchi nella sottospecie nominale e bruno scuro nella sottospecie annulosa. Le zampe ed il becco sono di un bel colore grigio-bluastro, gli occhi sono di un colore bruno molto scuro.

## Biologia
Si tratta di uccelli tendenzialmente stanziali che vivono in gruppi anche molto numerosi, che passano la maggior parte della giornata al suolo cercando il cibo, per poi ritirarsi fra gli alberi durante la notte. I vari uccelli del gruppo (ed in particolare i membri delle coppie) si tengono in costante contatto uditivo fra loro mediante particolari richiami che ricordano il miagolio dei gatti, mentre un "canto" vero e proprio è tipico dei maschi, ha funzione di corteggiamento verso le femmine e consiste in un suono basso e flautato.

### Alimentazione
Questo uccello ha abitudini principalmente granivore: spezza i semi di piccole dimensioni col grosso becco, cibandosi poi della parte interna. Non disdegna anche altri alimenti di origine vegetale come germogli, frutta e piante, nonché piccoli insetti e larve.

### Riproduzione
Non esiste un periodo riproduttivo vero e proprio, pertanto questi uccelli sono in grado di riprodursi durante tutto l'anno: gli eventi riproduttivi, tuttavia, in natura si concentrano subito dopo le piogge, in maniera tale da poter nutrire abbondantemente i piccoli con le erbe appena germogliate.
Si tratta di una specie monogama: il nido ha una forma sferica, misura circa 10 cm di diametro ed è costituito da materiale filamentoso (principalmente steli d'erba e lanugine) intrecciato a formare una camera principale ed un piccolo tunnel interno discendente. Il nido viene ubicato solitamente nel folto dei cespugli o nell'erba alta, ed ambedue i sessi collaborano nella sua costruzione.

All'interno del nido vengono deposte 4-6 uova, che vengono covate da ambo i sessi per 13 giorni: i  pulli nascono ciechi ed implumi ed hanno dimensioni molto piccole, e vengono nutriti ed accuditi da entrambi i genitori per circa tre settimane, quando sono pronti per l'involo.